# Les Thuiles
Les Thuiles é uma comuna francesa na região administrativa da Provença-Alpes-Costa Azul, no departamento dos Alpes da Alta Provença. Estende-se por uma área de 32,8 km². Em 2010 a comuna tinha 399 habitantes (densidade: 12,2 hab./km²).